# Viettessa bethalis
Viettessa bethalis là một loài bướm đêm trong họ Crambidae.